# ゾラン・プリモラッツ
ゾラン・プリモラッツ（Zoran Primorac, 1969年5月10日- ）は、クロアチアの卓球選手。現ITTFアスリート委員長。

## 略歴
クロアチア（当時はユーゴスラビア）・ザダル出身。コーチのマリオ・アミズィッチの下、指導を受ける。1987年世界選手権男子ダブルスでは、イリヤ・ルプレスク（ユーゴスラビア→セルビア・モンテネグロ→アメリカ）とのペアで準優勝。翌年のソウルオリンピック男子ダブルスにおいても、イリヤ・ルプレスクとのペアで決勝に進出し、銀メダルを獲得した。1991年世界選手権の団体で準優勝した翌年、ユーゴスラビアが崩壊。以後クロアチアの選手として出場し、翌年の世界選手権ではベスト4に入り、初のシングルスでのタイトル獲得となった。
2007年にベオグラードで行われたヨーロッパ卓球選手権男子団体戦ではトシッチ、譚瑞午らと共に準優勝を経験している。
2012年のロンドンオリンピックに出場し、ヨルゲン・パーソン・ジャン＝ミッシェル・セイブと共に1988年のソウルオリンピックから7大会連続での出場となった。男子シングルスでは、2回戦でen:El-sayed Lashinに敗れた。同年11月、クロアチアのオリンピック委員会の副会長に選出。任期は4年。
2016年の第53回世界卓球選手権団体戦に出場し、韓国に敗退したものの、自身の試合では朱世赫を3-0で破った。この時プリモラッツは46歳である。
2018年、ITTFのアスリート委員長に就任した。任期は2022年まで。

## プレースタイル
母国のスポーツライターに「まるで10種競技選手のよう」と言わしめた身体に染み込ませた、しっかりとした基本技術を軸とする両ハンドプレーが得意であり、ミスが少ない。
サーブは孔令輝と同様、バックサーブを多用する。バックサーブをするときに舌を出す癖がある。

## 主な戦績
- オリンピック
  - 1988年 ソウルオリンピック 男子ダブルス銀メダル（ユーゴスラビア代表としてイリヤ・ルプレスクと）
  - 2008年 北京オリンピック 男子シングルス ベスト8

- 世界卓球選手権
  - 1987年 第39回ニューデリー大会 男子ダブルス準優勝（イリヤ・ルプレスクと）、男子団体4位
  - 1991年 第41回千葉大会、男子団体準優勝
  - 1993年 第42回イェーテボリ大会 男子シングルス ベスト4
  - 1995年 第43回天津大会 男子ダブルス準優勝（ブラディミル・サムソノフと）
  - 1999年 第45回個人戦アイントホーフェン大会 男子シングルス ベスト8、男子ダブルス ベスト4（ブラディミル・サムソノフと）

- 男子ワールドカップ
  - 1993年 広州大会 優勝
  - 1994年 台北大会 3位
  - 1997年 ニーム大会 優勝
  - 1998年 汕頭大会 3位
  - 1999年 Xiaolan大会 3位
  - 2002年 済南大会 3位

- ヨーロッパ卓球選手権
  - 1986年 プラハ大会 男子ダブルス ベスト4（イリヤ・ルプレスクと）
  - 1988年 パリ大会 男子ダブルス準優勝（イリヤ・ルプレスクと）
  - 1990年 イェーテボリ大会 男子ダブルス優勝（イリヤ・ルプレスクと）
  - 1992年 シュトゥットガルト大会 男子シングルス ベスト4、混合ダブルス ベスト4（チラ・バトルフィと）
  - 1994年 バーミンガム大会 男子シングルス ベスト4、男子ダブルス準優勝（ジャン＝ミッシェル・セイブと）、混合ダブルス優勝（チラ・バトルフィと）
  - 1998年 アイントホーフェン大会 男子シングルス準優勝
  - 2000年 ブレーメン大会 男子シングルス準優勝
  - 2002年 ザグレブ大会 男子シングルス ベスト4
  - 2005年 オーフス大会 男子シングルス ベスト4
  - 2007年 ベオグラード大会 男子団体準優勝

- ヨーロッパユース卓球選手権
  - 1984年 リンツ大会 ジュニアの部 男子ダブルス優勝
  - 1985年 デン・ハーグ大会 ジュニアの部 男子ダブルス優勝
  - 1986年 ルーバン・ラ・ヌーヴ大会 ジュニアの部 混合ダブルス準優勝

- ヨーロッパトップ12
  - 1992年 ウィーン大会 3位
  - 1994年 アレッツォ大会 ベスト4
  - 1997年 アイントホーフェン大会 ベスト4
  - 2006年 コペンハーゲン大会 ベスト4
  - 2007年 アレッツォ大会 ベスト4

## その他
- ミルコ・クロコップと同じトレーニングジムでトレーニングしていた。
- 表彰台の常連ながらビッグタイトルには縁がないため、無冠の帝王と呼ばれることもある。